# ウルトラマン倶楽部 (アーケード)
『ウルトラマン倶楽部 〜戦え!ウルトラマン兄弟!!〜』（ウルトラマンくらぶ たたかえ ウルトラマンきょうだい）は、1992年にバンプレストより発売したアーケードゲーム。

## 概要
歴代のウルトラ兄弟を操作して怪獣や宇宙人を倒していく画面固定方式の、アクションゲーム作品。1ワールドで6ステージ構成となっており、ボスが6ステージ目に登場する。全8ワールド・合計48ステージ構成となっている。

## 登場ウルトラマン
ウルトラマン
体力：6 / 速さ：2 / 通常技：スペシウム光線 / 必殺技：八つ裂き光輪
ウルトラセブン
体力：5 / 速さ：4 / 通常技：エメリウム光線 / 必殺技：アイスラッガー
ウルトラマンジャック
体力：5 / 速さ：3 / 通常技：スペシウム光線 / 必殺技：ウルトラ・スラッシュ
ウルトラマンエース
体力：5 / 速さ：4 / 通常技：メタリウム光線 / 必殺技：スペース・Q
ウルトラマンタロウ
体力：4 / 速さ：5 / 通常技：ストリウム光線 / 必殺技：ウルトラダイナマイト
ウルトラマンレオ
体力：5 / 速さ：6 / 通常技：クロス・ビーム / 必殺技：シューティング・ビーム
ウルトラマン80
体力：5 / 速さ：5 / 通常技：サクシウム光線 / 必殺技：ウルトラアローショット
ウルトラマングレート
体力：4 / 速さ：6 / 通常技：グレート・スライサー / 必殺技：バーニング・プラズマ

## 登場怪獣・宇宙人
- 宇宙忍者 バルタン星人
- 宇宙大怪獣 アストロモンス
- 古代怪獣 ゴモラ
- 棲星怪獣 ジャミラ
- 宇宙竜 ナース
- メガトン怪獣 スカイドン
- 宇宙怪獣 ベムラー
- 頭脳星人 チブル星人
- 地獄星人 ヒッポリト星人
- 幻覚宇宙人 メトロン星人
- サーベル暴君 マグマ星人
- オイル怪獣 タッコング
- 双子怪獣 レッドギラス
- 双子怪獣 ブラックギラス
- 油獣 ペスター
- 悪質宇宙人 メフィラス星人
- 誘拐怪人 ケムール人
- 宇宙狩人 クール星人
- 凶悪宇宙人 ザラブ星人
- 分身宇宙人 ガッツ星人
- どくろ怪獣 レッドキング
- 変身怪人 ピット星人
- 宇宙怪獣 エレキング
- 伝説怪獣 ウー
- 冷凍怪獣 ギガス
- 宇宙蝦人間 ヴィラ星人

- 双頭怪獣 パンドン
- 三面怪人 ダダ
- ミサイル超獣 ベロクロン
- 一角超獣 バキシム
- 変身超獣 ブロッケン
- 地底ロボットユートム
- 古代怪獣 ツインテール
- 戦車怪獣 恐竜戦車
- 地底怪獣 グドン
- 地底怪獣 テレスドン
- 反重力宇宙人 ゴドラ星人
- 宇宙大怪獣 ベムスター
- 宇宙大怪獣 ムルロア
- 極悪宇宙人 テンペラー星人
- 超人ロボット エースロボット
- 暴君怪獣 タイラント
- 彗星怪獣 ドラコ
- 友好珍獣 ピグモン
- 暗黒怪獣 バキューモン※永久パターン防止キャラ
- にせウルトラマン
- 宇宙ロボット キングジョー
- 宇宙恐竜 ゼットン
- 四次元怪獣 ブルトン
- ウラン怪獣 ガボラ
- 異次元超人 エースキラー
- 邪悪生命体 ゴーデス